# Goerz Dagor

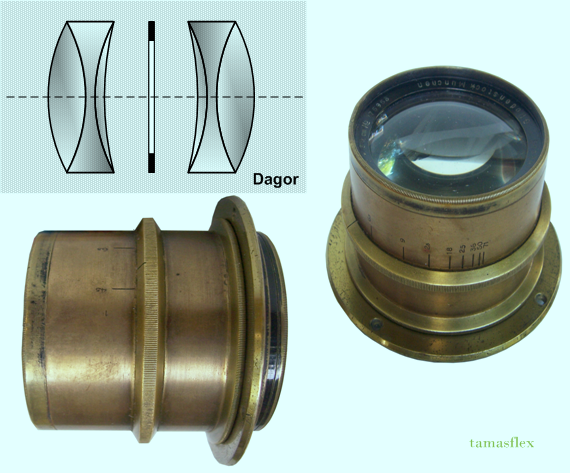

A Dagor a kettős anasztigmátok családjába tartozó fényképészeti objektív.
Az első ismert anasztigmát, amelyet még ma is megbecsülnek a fényképészek. E. V. Hoegh szerkesztette 1892-ben és a Goertz finommechanikai / optikai cég gyártotta. Teljesen szimmetrikus felépítésű, mindkét lencse tag három-három ragasztott lencséből tevődik össze. A viszonylagos nyílás rövidebb gyújtótávolságnál 1 / 6,8, ez tovább nem volt növelhető, mert a középső zónákban meglehetősen nagyok a nyíláshibák. Ezt az értéket hosszabb gyújtótávolságnál már csökkentei kell, mert különben az övhibák zavarólag lépnének fel. A képszög könnyen 70 fokra emelhető,  rekeszeléssel a 90 – 100 fokot is elérheti. Megfelelő foglalatban nagylátószögű objektívként lehet alkalmazni. Az egyes lencsefelek már önmagukban is jól korrigáltak, és úgy vannak megszerkesztve , hogy egyik tagot a másiktól függetlenül is lehet alkalmazni. A nyílásviszonyok ilyenkor csökkennek, mert ugyanakkora nyílás mellett a gyújtótávolság az egész rendszer gyújtótávolságának a kétszerese. A Dagor az a kivételes anasztigmát, amelynek csak négy üveg-levegő érintkezési felülete van, éppen ezért kimondottan alkalmas műszaki felvételekre.